# Jan Jakob Tønseth
Jan Jakob Tønseth (1 de septiembre de 1947 – 12 de octubre de 2018) fue un escritor, poeta y traductor noruego.
Tønseth debutó como poeta con la colección de poesía Kimærer en 1971,  cuando tenía 24 años. Alcanzó un amplio reconocimiento como novelista con su trilogía sobre el ex comunista Hilmar Iversen (Hilmar Iversens ensomhet (1992), Et vennskap (1997) and Resignasjon og portvin (2002)). Tønseth fue miembro de la Academia Noruega de Lengua y Literatura.

### Poesía
- Kimærer — colección de poesía (1971)
- I denne tid — colección de poesía (1974)
- Synlige dikt — colección de poesía (1977)
- Referanser (fjerne og nære) — colección de poesía (1979)
- Lengsel og lede — colección de poesía (1987)
- Motgift — colección de poesía (1994)
- Fromme vers for enkle sjeler — colección de poesía (2008) ISBN 978-82-02-28679-8

### Prosa
- Drømmer og løgner — prosa (1982)
- På krigsfot med virkeligheten — ensayo (1984)
- Antagelser — (1984), junto a John David Nielsen
- Hilmar Iversens ensomhet — novela (1992)
- Et vennskap — novela (1997)
- En rar skrue — biografía de Kjell Aukrust (2000)
- Resignasjon og portvin — novela (2002)
- Dikteren på terskelen — ensayo (2005)
- Von Aschenbachs fristelse — colección de cuentos (2006)

## Premios y distincionwes
- Gyldendals legat 1977
- Premio de la Crítica Noruega de Literatura 1990
- P2-lytternes novelpris 1997
- Cappelenprisen 2002
- Premio Dobloug 2007